# Фіалко Андрій Олександрович
Андрій Олександрович Фіа́лко (нар. 30 жовтня 1963 — пом. 17 березня 2013) — український дипломат, радник президента України, надзвичайний і повноважний посол України.
28 лютого 2001 — призначений керівником Головного управління з питань зовнішньої політики Адміністрації Президента України.
Працював заступником керівника Головного управління адміністрації президента Анатолія Орла під час перебування президентом Леоніда Кучми.
Був завідувачем відділу Управління з питань зовнішньої політики Адміністрації Президента України, помічником глави уряду Віктора Януковича в 2006.
У 2007 як помічник Прем'єр-міністра України був призначений членом делегації України для участі у переговорах з Європейським Союзом щодо укладення нового базового договору між Україною та Європейським Союзом.